# 宋有彬
宋有彬（韓語：송유빈；1998年4月28日—），韓國男歌手、男演員，2017年7月，以Music Works旗下男團MYTEEN成員出道，擔任主唱。2020年1月2日，以雙人男子團體 B.O.Y(B OF You) 出道活動。曾參與選秀節目《Super Star K》、《PRODUCE X 101》。

## 經歷

### 1998－2014：早年經歷
宋有彬於1998年4月28日出生於韓國大邱廣域市。他於2017 年畢業於韓林演藝藝術高等學校 的實用音樂學系，與Twice的多賢和演員申東佑一起畢業。宋有彬目前就讀於東亞放送藝術學院實用音樂系。
他的家人都喜歡唱歌，這也讓有彬感興趣。當他上小學時，他會去唱卡拉OK，並在進入中學時開始唱民謠。在他的朋友稱讚他的唱歌好聽，他的父母允許他參加一個聲樂學院。他作為一個興趣參加了學院三個月後決定要參加Superstar K6試鏡。

### 2014－2016：個人活動
他出現在Superstar K6的第一集中，演唱金煙雨“Parting Taxi” 。他因為人聲而受到評委們的讚揚。他迅速成為一名受歡迎的選手，進入前4名，然後在第12集的節目中被淘汰出局。在Superstar K6結束後，宋有彬與不同的音樂公司會面，其中包括Music works，他於2015年2月與他們簽約。
2015年3月，宋有彬演唱白智榮的單曲“Garosugil at Dawn”。這首歌迅速成為熱門歌曲，在各種音樂排行榜上名列前茅。同年5月，他與金娜英合作發行了他的第一部韓劇“看見味道的少女”OST。2016年4月，宋為戲劇“ Goodbye Mr. Black”發布了OST，並在一個月後和BTOB的成員李旼赫合作演唱“ You To The Bone”也在MV中出演。在同一個月宣佈將在2017年作為男團MYTEEN 的成員首次亮相。

### 2017－2019：MYTEEN活動
2017年7月26日，7人男子團體MYTEEN出道，出道專輯《MYTEEN GO!》主打歌為어마오마하게(Amazing)。隔了一年多回歸。2018年7月10日，發行第二張迷你專輯《F;UZZLE》，主打歌SHE BAD。2018年10月24日於日本出道。2018年12月31日，官方宣布成員泰彬退出組合，團體活動就此停歇。
2019年5月3日與成員國憲參加選秀節目《PRODUCE X 101》，在等級評價的時候就以穩定的vocal讓大家眼睛為之一亮，後面幾次舞台均擔任主唱。最後晉級總決賽，在總決賽的直播舞台擔任歌曲소년미(少年美)的center及主唱。最終獲得第16名。
2019年8月8日，官方宣布有彬與國憲將組小分隊，於8月發表單曲，並舉辦粉絲見面會。
2019年8月21日，官方宣布MYTEEN正式解散。

### 2019－2021：B.O.Y活動
2019年8月24日，有彬與國憲公開單曲《Blurry》。
2019年8月31日，舉辦粉絲見面會《THE PRESENT》。
2020年1月2日，雙人男子團體 B.O.Y(비오브유 B OF You) 出道，於M Countdown演唱主打歌《My Angel》。
2019年12月24日，官方宣布粉絲名是Meet You(미츄)。
2021年4月30日，在個人Instagram宣布公司合約到期不續約，離開公司，B.O.Y停止活動解散。

## 音樂作品

### B.O.Y 作品
數位單曲
| 發佈日期      | 專輯名稱   | 歌曲名稱 | 演唱者          | 備註 |
| ------------- | ---------- | -------- | --------------- | ---- |
| 2019年8月24日 | 《Blurry》 | Blurry   | 金國憲 & 宋有彬 |      |

迷你專輯
| 專輯 | 專輯資料                                                                             | 曲目                                                                             |
| ---- | ------------------------------------------------------------------------------------ | -------------------------------------------------------------------------------- |
| 1st  | 首張迷你專輯《Phase One : YOU》 - 發行日期：2020年1月7日 - 語言：韓語 - 專輯銷量：   | 曲目 1. My Angel 2. 별,빛 (Starlight) 3. Got Your Back 4. 시계바늘 5. Lighthouse |
| 2nd  | 第二張迷你專輯《Phase Two : WE》 - 發行日期：2020年9月15日 - 語言：韓語 - 專輯銷量： | 曲目 1. WE 2. BLANK 3. BUTTERFLY 4. PS 5. 보고싶다                               |

## 影音作品

### 音樂錄影帶
| 發佈日期      | 歌曲     | 演唱者           | 備註 |
| ------------- | -------- | ---------------- | ---- |
| 2019年8月24日 | Blurry   | 金國憲 & 宋有彬  |      |
| 2020年1月7日  | My Angel | 비오브유 (B.O.Y) |      |
| 2020年9月15日 | 보고싶다 | 비오브유 (B.O.Y) |      |

### 其他音樂錄影帶
| 發佈日期      | 歌曲          | 演唱者        | 備註 |
| ------------- | ------------- | ------------- | ---- |
| 2019年3月21日 | _지마 (X1-MA) | PRODUCE X 101 |      |

### 電視劇
| 年份 | 劇名               | 角色         | 備註  |
| ---- | ------------------ | ------------ | ----- |
| 2023 | 《大力女子姜南順》 | 古裝劇副導演 | [ 9 ] |

## 外部連結
- 宋有彬的Instagram帳戶